# Ammophila laevicollis
Ammophila laevicollis là một loài côn trùng cánh màng trong họ Sphecidae, thuộc chi Ammophila. Loài này được Ed. Andr� miêu tả khoa học đầu tiên năm 1886.